# بندر تاریک
بندر تاریک (به انگلیسی: Dark Harbor) فیلمی به کارگردانی آدام کلمن هاوارد و با بازی آلن ریکمن، نورمن ریدس و پالی واکر محصول سال ۱۹۹۸ ایالات متحده است.

## خلاصه داستان
دیوید و الکسیس، در راه رفتن به جزیرهٔ محل اقامتشان برای گذراندن تعطیلات، با جوانی مجروح مواجه می‌شوند و سوارش می‌کنند این، سرآغاز درگیری بین دیوید و الکسیس است…